# Carrer Galileu (la Sénia)
Carrer Galileu és una obra de la Sénia (Montsià) inclosa a l'Inventari del Patrimoni Arquitectònic de Catalunya.

## Descripció
Carrer posterior al carrer Major. Els murs de les cases estan fets amb maçoneria arrebossada i en la seva part posterior emblanquinats, tenen forma atalussada i una amplada de metro i mig, dos metres. S'hi obren petites obertures i portes.

## Història
El carrer Major presenta en el costat del riu la defensa natural del penya-segat on s'assenta però a l'altra banda la defensa es basaria en la construcció de parets d'una amplada considerable i atalussades, que configuraria una zona emmurallada oberta únicament a la zona anomanada "portalets". No tenim referències històriques per al moment de la seva construcció però ha de ser d'època medieval, ja que la tradició oral diu que a la Guerra del Francès es van cremar totes les cases entre l'església i el portalet, quedant en peu la zona del carrer Galileu.